# 第六西班牙军团
第六西班牙军团（英語：Legio VI Hispana）古罗马军队建制名称。可能由罗马帝国君主塞普蒂米烏斯·塞維魯（一说卡拉卡拉）建立。该军团可能在公元251年七月的西亚之阿伯里图斯战役中遭到消灭而被取消番号。

## 争议
由于“第六西班牙军团”存在记录的稀缺性和模糊性，致使一些学者怀疑这支军团的真实存在。而仅存的铭文可能是第七合组军团或第九西班牙军团的错误拼写。

## 资料来源
- Seyrig, Henri (1923): Legio VI Hispana in Bulletin de Correspondance Hellenique (Volume 47) pp 488–97